# Sommets du Maroc de plus de 4 000 mètres d'altitude
Les sommets du Maroc de plus de 4 000 mètres d'altitude sont au nombre de cinq, en excluant les antécimes, et se trouvent tous dans le Haut Atlas.

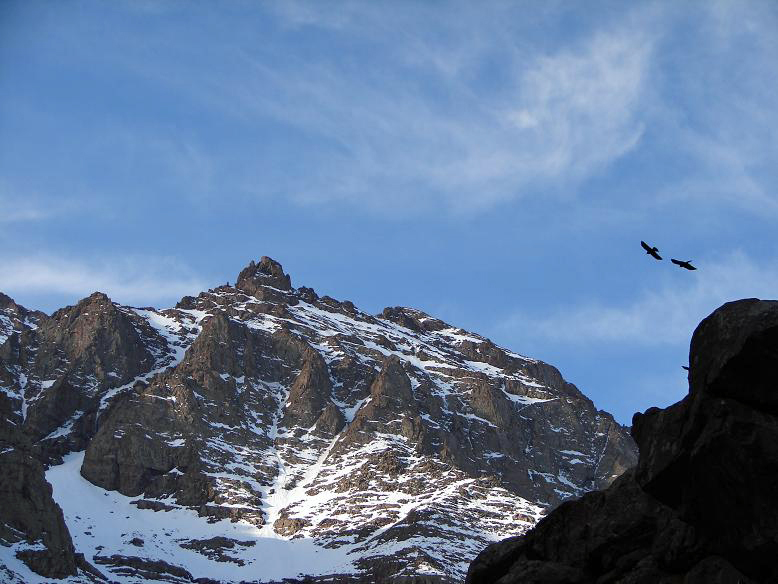
Vue du sommet du djebel Toubkal, le point culminant du Maroc et de l'Afrique du Nord avec 4167 mètres d'altitude.

|   | Sommet                                             | Altitude | Premiers grimpeurs |
| - | -------------------------------------------------- | -------- | ------------------ |
| 1 | Djebel Toubkal                                     | 4 167 m  |                    |
| 2 | Djebel Ouanoukrim (Timesguida et Ras n'Ouanoukrim) | 4 089 m  |                    |
| 3 | Ighil M'Goun                                       | 4 071 m  |                    |
| 4 | Afella                                             | 4 043 m  |                    |
| 5 | Djebel n'Tarourt                                   | 4 001 m  |                    |